# Martin Cleß
Martin Cleß (* 25. November 1491 in Uhingen; † 13. August 1552 in Stuttgart) war ein württembergischer Theologe und Reformator.

## Leben
Martin Cleß wurde als ältester Sohn des damaligen württembergischen Zolleinnehmers Martin Cleß geboren. Darüber berichtet das württembergische Dienerbuch: „Kloess Martin am Sixten selig Statt als Kammerknecht bei der gnaedigen Frau bestellt auf Michaelis 1489. Ist der Zoller von Uhingen.“
Martin war erst sechs Jahre alt, als sein Vater starb. Der Bub sollte Priester werden und besuchte die Lateinschule in Göppingen. An der Universität Freiburg im Breisgau wurde er am 5. Dezember 1508 immatrikuliert. Er erlangte dort im Februar 1510 den Bakkalaureusgrad. Seine Immatrikulation an der Universität Tübingen erfolgte am 13. Januar 1512, seine Graduierung zum Magister im Juli 1513. Der Bischof von Konstanz, damals zuständig für Uhingen, weihte ihn 1516 zum Priester. Seine erste Heilige Messe las er am Sonntag Jubilate in der Oberhofenkirche in Göppingen. Nach der Vertreibung Herzog Ulrichs 1519 wurde Württemberg österreichisch. Nach Wanderjahren wurde Martin Cleß von 1521 bis 1524 Pfarrer in Leonberg. Dort wurde er mit Martin Luthers Lehre bekannt.
1524 wurde er als Kanoniker an das Chorherrenstift Oberhofen in Göppingen berufen. Mehr und mehr konnte sich Martin Cleß von den reformatorischen Gedanken Luthers begeistern. Am Fronleichnamstag 1529 kam es dann zum Bruch mit der Obrigkeit, als Martin Cleß sich weigerte, nach hergebrachter Weise zu predigen. Martin Cleß und seine Mutter mussten aus Göppingen fliehen. Philipp der Lange von Rechberg nahm sie auf seiner Burg Ramsberg auf. Durch Empfehlung Zwinglis kam Martin Cleß 1530 als erster evangelischer Frühprediger in die Freie Reichsstadt Biberach. In dieser Zeit hatte Martin Cleß Verbindungen mit Oekolampadius aus Basel, Ambrosius Blarer aus Konstanz und Martin Bucer aus Straßburg. In Biberach wurde nach der Lehre Zwinglis reformiert. An Ostern 1531 wurde die Messe vollständig eingestellt, und am 29. Juni 1531 kam es wie in anderen süddeutschen Reichsstädten auch in Biberach zum Bildersturm.
1533 heiratete Martin Cleß Appolonia Aulberin aus Oberdorf. 1534 konnte Herzog Ulrich wieder in sein Land zurückkehren. Er führte die Reformation ein. Dazu brauchte er Prediger für die neue Lehre. So erhielt auch Martin Cleß 1536 den Ruf, wieder nach Göppingen zurückzukehren, von wo er sieben Jahre vorher vertrieben worden war. In Göppingen kam es zum Treffen mit Philipp Melanchthon.
1543 wurde Martin Cleß als Superintendent (Dekan) nach Cannstatt berufen. Das Interim brachte 1548 seine Entlassung. Im Jahr darauf wurde er in Stuttgart wieder angestellt. Als im Juli 1551 Johannes Brenz – schon unter Herzog Christoph die „Confessio Virtembergia“ verfasste, gehörte Martin Cleß, der Uhinger, zu den zehn Theologen, die das Werk nochmals prüften.
Am 13. August 1552 starb Martin Cleß im Alter von 61 Jahren in Stuttgart. Beigesetzt wurde er vor der Kanzel der Leonhardskirche.